# 聖伯多祿聖保祿主教座堂 (盧茨克)

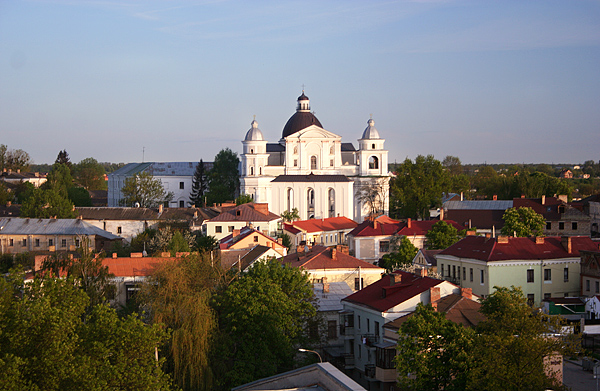
聖伯多祿聖保祿主教座堂

聖伯多祿聖保祿主教座堂 （Saint Peter and Paul Cathedral）是烏克蘭城市盧茨克的一座羅馬天主教的主教座堂。該教堂由耶穌會興建於17世紀。聖伯多祿聖保祿主教座堂也是天主教盧茨克教區的主教座堂。